# Колеко телстар колортрон
Coleco Telstar Colortron (Telstar Colortron) је конзола за игру, производ фирме Coleco, која је почела да се израђује у Сједињеним Америчким Државама током 1978. године.
Користила је General Instruments AY-3-8510 Pong чип или Coleco GX10? као централни микропроцесор. Имала је напајање од двије батерије са по 9 волти свака.

## Детаљни подаци
Детаљнији подаци о конзоли Telstar Colortron су дати у табели испод.
|                       |                                                                                             |
| [ 1 ]                 |                                                                                             |
| Произвођач            |                                                                                             |
| Тип                   | играчка конзола                                                                             |
| Меморија              |                                                                                             |
| Поријекло             | Сједињене Америчке Државе                                                                   |
| Година                | 1978                                                                                        |
| Тастатура             | два потенциометра за контролу, Game selection, Reset тастери                                |
| Процесор              | чип или ?                                                                                   |
| Фреквенција процесора |                                                                                             |
| RAM                   |                                                                                             |
| ROM                   |                                                                                             |
| Текст                 |                                                                                             |
| Графика               |                                                                                             |
| Боја                  | зелена позадина. Бијела за поље и лопту. Црвена и црна за рекете и приказ бодова на екрану. |
| Звук                  | пиезоелектрични мали звучник                                                                |
| Димензије             | 11 фунти                                                                                    |
| Портови               |                                                                                             |
| Оперативни систем     |                                                                                             |